# Photedes homora
Photedes homora är en fjärilsart som beskrevs av George Thomas Bethune-Baker 1911. Photedes homora ingår i släktet Photedes och familjen nattflyn. Inga underarter finns listade i Catalogue of Life.